# Battle Fever J
Pour les articles homonymes, voir BDJ.
JAKQ Denziman
Battle Fever J (バトルフィーバーＪ, Batoru Fībā Jei) est une série télévisée japonaise du genre sentai en 52 épisodes de 25 minutes. Produite en 1979, cette série est coproduite par la Toei et Marvel. C'est la première série à faire officiellement partie de la franchise Super Sentai series, créée pour l'occasion.
Battle Fever J marque ainsi le début de nombreuses traditions dans le sentai. Parmi elles, le robot géant, déjà présent dans Spider-Man, mais devenu depuis l'une des marques de fabrique du sentai, ainsi que le mecha transporteur. C'est également la première série à adopter le découpage du scénario et le nombre d'épisodes (environ 50) qu'adopteront tous les sentai suivants.
Tout ceci fait que Battle Fever J sera longtemps considérée comme le premier Super Sentai, comme en témoigne le premier épisode de Turboranger, où apparaissent toutes les équipes précédentes depuis Battle Fever J (ignorant donc Goranger et JAKQ). Cependant, ce statut de "premier Super Sentai" sera révoqué à partir de 1995, quand Ohranger fêtera les 20 ans du Super Sentai, incluant donc Gorenger et JAKQ dans la liste.

## Synopsis
L'agent Bosner, du FBI, poursuit depuis longtemps la Société secrète Egos, qui ambitionne de s'emparer du monde. Apprenant qu'une nouvelle branche d'Egos vient de s'ouvrir au Japon, il décide de s'y rendre avec sa fille, l'agent Diane Martin. Là-bas, il rencontre le général Tetsuzan Kurama, qui a créé une équipe chargée de repousser les menaces terroristes, l'équipe Battle Fever.

## Personnages

### Battle Fever
- Masao Den (伝 正夫, Den Masao?) / Battle Japan (バトルジャパン, Batoru Japan?) : Le chef de l'équipe Battle Fever. Il est spécialisé dans les arts martiaux asiatiques. Armé d'une lance.
- Kensaku Shiraishi (白石 謙作, Shiraishi Kensaku?) / Battle Cossack I (初代バトルコサック, Shodai Batoru Kosakku?) (épisode 1-33) : Le second de Masao, entraîné en URSS, et armé de sais. Il a un bon contact avec les enfants. Il est tué par le Monstre Aigle.
- Makoto Jin (神 誠, Jin Makoto?) / Battle Cossack II (二代目バトルコサック, Nidaime Batoru Kosakku?) (épisodes 33-52) : Un ami de Kensaku qui rejoint l'équipe pour venger la mort de son ami. Peu loquace, il préfère l'action aux longs discours, ce qui le conduit parfois à agir en solo.
- Kyôsuke Shida (志田 京介, Shida Kyōsuke?) / Battle France (バトルフランス, Batoru Furansu?) : Entraîné en France, il est spécialisé dans l'escrime et est armé d'un sabre. Il est facilement distrait par une jolie femme. Après la mort de Kensaku, il devient le nouveau second de l'équipe.
- Shirô Akebono (曙四 郎, Akebono Shirō?) / Battle Kenya (バトルケニア, Batoru Kenia?) : Entraîné au Kenya, c'est un amoureux des animaux et de la nature. Son arme est un fouet.
- Diane Martin (ダイアン・マーチン, Daian Māchin?) / Miss America I (初代ミスアメリカ, Shodai Misu Amerika?) (épisodes 1-24) : Agent du FBI, elle rejoint l'équipe pour venger le meurtre de son père, mais doit la quitter quand elle est blessée par le Monstre Dracula. Armée de couteaux de lancer, elle a également piloté le Battle Shark toute seule à deux reprises.
- Maria Nagisa (汀 マリア, Nagisa Maria?) / Miss America II (二代目ミスアメリカ, Nidaime Misu Amerika?) (épisodes 24-52) : Agent du FBI entraînée par le père de Diane. Lorsque Diane est blessée par le Monstre Dracula, Maria prend sa place temporairement en tant que Miss America. Elle devient ensuite Miss America de façon permanente quand Diane décide de retourner aux États-Unis. Comme Diane elle porte un justaucorps avec des longues bottes, elle est donc transformée sans les jambes totalement protégées contrairement aux autres filles de sentai, détail changé dans toutes les séries suivantes.

### Alliés
- Général Tetsuzan Kurama (倉間鉄山 将軍, Kurama Tetsuzan shōgun?), commandant de l'équipe Battle Fever
- Keiko Nakamara (中原 ケイコ, Nakamara Keiko?) : Officier de liaison. Elle travaille chez un loueur de voiture en guise de couverture, et a un petit frère nommé Masaru.
- Midori Aoba (青葉 ミドリ, Aoba Midori?) (épisodes 1-15) : Officier de liaison, spécialiste du déguisement. En guise de couverture, elle travaille pour un disquaire.
- Tomoko Ueno (上野 トモコ, Ueno Tomoko?) (épisodes 19-52) : La remplaçante de Midori. Elle a une petite sœur prénommée Yuki.

### Société secrète Egos
La Société secrète Egos (秘密結社エゴス, Himitsu Kessha Egosu) est une secte dotée d'une science basée sur la fabrication de monstres, et qui cherche à remplacer notre science par la leur. Ils sont directement responsables de bon nombre de catastrophes qui ont touché le monde depuis des années.
- Satan Egos (サタンエゴス, Satan Egosu?) : Une silhouette mystérieuse drapée de noir, qui reste immobile tout le long de la série. C'est le chef de la secte.
- Commandant Hedder (ヘッダー指揮官, Heddā Shikikan?) (épisodes 1-51): Le grand prêtre, qui reçoit ses ordres directement de Satan Egos. Il a tendance à rester dans le repaire de la secte, se rendant rarement sur le terrain.
- Salomé (サロメ, Sarome?) (épisodes 19-52) : Une combattante dotée d'une force surhumaine venue aider Hedder. Contrairement à celui-ci, elle n'hésite pas à aller sur le terrain, pour superviser le travail des monstres, et à combattre au corps à corps.
- Cutman (カットマン, Kattoman?) : Les hommes de main d'Egos, entièrement vêtus de gris, et armés de fusils mitrailleurs.
- Monstres Egos (エゴス怪人, Egosu Kaijin?) : Les monstres qu'affrontent les héros dans chaque épisode. Ils sont créés sous l'impulsion de Satan Egos.

## Arsenal
- Big Baser (ビッグベイザー, Biggu Beizā?) : Base sous-marine de Battle Fever J. Elle est capable de se déplacer sous l'eau, la rendant difficile à localiser pour Egos.
- Battleceiver (バトルシーバー, Batorushībā?) : Bracelet qui permet aux membres de communiquer entre eux (ainsi qu'avec la base) à distance. Il se peut qu'il serve également de bracelet de transformation, mais les indices à ce sujet sont contradictoires[2]
- Command Bat (コマンドバット, Komando Batto?) : Bâton de combat multifonction ; il peut servir d'arme de jet ou de charge explosive, peut former un nunchaku quand on sépare ses extrémités, et se transformer en chacune des armes individuelles des héros. Quand l'équipe est au complet, les cinq Command Bat peuvent s'assembler pour l'attaque finale Penta Force (ペンタフォース, Penta Fōsu?), formant un canon ou un boomerang.

### Véhicules
- Battle Fever Car (バトルフィーバーカー, Batoru Fībā Kā?) : Voiture dans laquelle se déplacent Battle Japan et Miss America.
- Three Machines (スリーマシーン, Surī Mashīn?) : Trois motos sur lesquelles se déplacent Battle Cossack, Battle France et Battle Kenya.

### Mecha
- Battle Shark (バトルシャーク, Batoru Shāku?) : Un vaisseau volant ressemblant à un sous-marin. Il est armé de canons et transporte le Battle Fever-Robot et ses différentes armes.
- Battle Fever-Robot (バトルフィーバーロボ, Batoru Fībā Robo?) : Le robot géant de l'équipe Battle Fever. Il possède une grande variété d'armes :
  - Lightning Sword (電光剣, Denkō Ken?)
  - Swords Fever (ソードフィーバー, Sōdo Fībā?)
  - Fever Axe (フィーバーアックス, Fībā Akkusu?)
  - Chain Crushers (チェーンクラッシャー, Chēn Kurasshā?)
  - Stick Attacker (スティックアタッカー, Sutikku Atakkā?)
  - Attack Lancer (アタックランサー, Atakku Ransā?)
  - Cane Knocker (ケーンノッカー, Kēn Nokkā?)
  - Battle Shield (バトルシールド, Batoru Shīrudo?)
  - Knuckle Punchers (ナックルパンチャー, Nakkuru Panchā?)
  - Cross Turn (クロスターン, Kurosu Tān?)
  - Fever Cannons (フィーバーカノン, Fībā Kanon?)

## Épisodes
1. À l'assaut !! Courons vers le stade (突撃‼球場へ走れ, Totsugeki!! Kyūjō e Hashire?)
  - Une série de meurtres pousse les membres de Battle Fever à l'action, augmentant leur arsenal et acceptant un nouveau membre, Diane Martin.
  - Réalisateur : Koichi Takemoto (竹本 弘一)
  - Scénariste : Susumu Takaku (高久 進)
  - Date de la première diffusion : 3 février 1979
2. La méthode de fabrication des Monstres Egos (エゴス怪人製造法, Egosu Kaijin Seizō Hō?)
  - Les Battle Fever découvrent le plan d'Egos consistant à manipuler des personnes pour qu'elles assassinent ceux qu'il désire.
  - Réalisateur : Koichi Takemoto (竹本 弘一)
  - Scénariste : Shozo Uehara (上原 正三)
  - Date de la première diffusion : 10 février 1979
3. Cherchez l'espion ! (スパイを探せ！, Supai wo Sagase!?)
  - Masao semble trahir son équipe en vendant des plans de leur arme secrète à Egos.
  - Réalisateur : Itaru Orita (折田 至)
  - Scénariste : Susumu Takaku (高久 進)
  - Date de la première diffusion : 17 février 1979
4. Un piège aux super-pouvoirs magiques ! (超魔力の罠だ！, Chōmaryoku no Wana da!?)
  - Kensaku essaye désespérément de sauver un ami chercheur pendant que Egos recrute un psychique pour découvrir la vérité sur l'arme secrète des Battle Fever.
  - Réalisateur : Itaru Orita (折田 至)
  - Scénariste : Shozo Uehara (上原 正三)
  - Date de la première diffusion : 24 février 1979
5. La grande bataille aérienne du robot (ロボット大空中戦, Robotto Dai Kūchūsen?)
  - Un Kidnapping force un des membres à choisir une allégiance entre les Battle Fever et Egos dans la bataille de leurs robots géants.
  - Réalisateur : Koichi Takemoto (竹本 弘一)
  - Scénariste : Susumu Takaku (高久 進)
  - Date de la première diffusion : 3 mars 1979
6. Lancez le Multipurpose Battleship (万能戦艦発進せよ, Bannō Senkan Hasshin Seyo?)
  - Le commandant Hedder prend le contrôle d'une station de radar pour ralentir le déploiement du Battle Shark quand Egos libère un autre robot géant.
  - Réalisateur : Koichi Takemoto (竹本 弘一)
  - Scénariste : Shozo Uehara (上原 正三)
  - Date de la première diffusion : 10 mars 1979
7. La maison brûle ! (お家が燃える‼, O-uchi ga Moeru!!?)
  - Kensaku se lie d'amitié avec un garçon obnubilé par des incendies commis par Egos.
  - Réalisateur : Itaru Orita (折田 至)
  - Scénariste : Susumu Takaku (高久 進)
  - Date de la première diffusion : 17 mars 1979
8. L'énigme de l'as du bras fort (鉄腕エースの謎, Tetsuwan Ēsu no Nazo?)
  - Pendant qu'il aide un jeune lanceur de baseball à travers une période de récession, Masao enquête sur un autre lanceur devenu génie à cause de Egos.
  - Réalisateur : Itaru Orita (折田 至)
  - Scénariste : Shozo Uehara (上原 正三)
  - Date de la première diffusion : 24 mars 1979
9. La femme du pays des glaces (氷の国の女, Kōri no Kuni no Onna?)
  - Les Battle Fever sont à la poursuite d'un groupe de voleurs qui utilisent leur nom, la confrontation devient personnelle lorsque Masao découvre qu'un ami est derrière l'arnaque.
  - Réalisateur : Koichi Takemoto (竹本 弘一)
  - Scénariste : Susumu Takaku (高久 進)
  - Date de la première diffusion : 31 mars 1979
10. J'ai vu un éléphant de Naumann (ナウマン象を見た, Nauman-zō o Mita?)
  - Shirou protège un chercheur excavateur qui a trouvé les fossiles d'un éléphant qu'un monstre d'Egos veut s'approprier.
  - Réalisateur : Koichi Takemoto (竹本 弘一)
  - Scénariste : Shozo Uehara (上原 正三)
  - Date de la première diffusion : 7 avril 1979
11. L'Affaire des animaux kidnappés (ペット誘拐大事件, Petto Yūkai Dai Jiken?)
  - Quand Egos lance une opération d'enlèvement d'animaux, Battle Fever utilisent l'aide de trois enfants et leur oiseau espion pour extirper Egos.
  - Réalisateur : Itaru Orita (折田 至)
  - Scénariste : Susumu Takaku (高久 進)
  - Date de la première diffusion : 14 avril 1979
12. La méthode de mise à mort maudite, la tempête de neige rose (呪い殺法バラ吹雪, Noroi Satsu Hō Bara Fubuki?)
  - Masaru et Kyousuke sont suspicieux d'une nouvelle enseignante, et pensent qu'elle est un Monstre d'Egos manipulant les enfants pour qu'ils défient leurs parents.
  - Réalisateur : Itaru Orita (折田 至)
  - Scénariste : Takashi Ezure (江連卓)
  - Date de la première diffusion : 21 avril 1979
13. Œufs dorés et Œufs au plat (金の卵と目玉焼き, Kin no Tamago to Medamayaki?)
  - Kensaku essaye d'arrêter les plans d'un monstre d'Egos qui pond des oeufs dorés qui font un lavage de cerveau sur ceux qui le mangent.
  - Réalisateur : Minoru Yamada (山田實)
  - Scénariste : Shozo Uehara (上原 正三)
  - Date de la première diffusion : 28 avril 1979
14. Le Mariage de la Belle et la Bête (美女と野獣の結婚, Bijo to Yajū no Kekkon?)
  - Kyousuke intervient quand un monstre d'Egos fait des avances à une cliente afin de la marier.
  - Réalisateur : Minoru Yamada (山田實)
  - Scénariste : Shozo Uehara (上原 正三)
  - Date de la première diffusion : 5 mai 1979
15. La Cuisine infernale d'Egos (エゴスの地獄料理, Egosu no Jigoku Ryōri?)
  - Quand Kyousuke découvre des enfants tombant malades après avoir mangé des escargots à la suite d'une présentation de cuisine française, et tente de trouver les raisons pour ceci.
  - Réalisateur : Koichi Takemoto (竹本 弘一)
  - Scénariste : Susumu Takaku (高久 進)
  - Date de la première diffusion : 12 mai 1979
16. La Tragédie de la Reine du combat à mains nues (格闘技女王の悲劇, Kakutōgi Joō no Higeki?)
  - Masao devient le garde du corps d'un boxeur ciblé par Egos, qui connaît son instructrice d'arts martiaux.
  - Réalisateur : Koichi Takemoto (竹本 弘一)
  - Scénariste : Takashi Ezure (江連卓)
  - Date de la première diffusion : 19 mai 1979
17. Volons la monstrueuse machine (怪物マシンを奪え, Kaibutsu Mashin wo Ubae?)
  - Egos enlève le frère jumeau (pas très malin) d'un scientiste ayant développé une technologie qu'Egos veut implanter dans ses robots.
  - Réalisateur : Itaru Orita (折田 至)
  - Scénariste : Shozo Uehara (上原 正三)
  - Date de la première diffusion : 26 mai 1979
18. Vite au nid de la colombe de l'enfer ! (鳩よ悪の巣へ急げ, Hato yo Aku no Su e Isoge?)
  - Un père scientifique essaye d'échapper à l'emprise d'Egos pendant qu'un pigeon voyageur lui permet de se rapprocher de son fils.
  - Réalisateur : Itaru Orita (折田 至)
  - Scénariste : Shozo Uehara (上原 正三)
  - Date de la première diffusion : 2 juin 1979
19. Plus grand que la plus grande beauté du monde !! (世界最強の美女‼, Sekai Saidai Kyō no Bijo?)
  - Salomé, une alliée américaine de Hedder, se bat pour prouver sa valeur à Egos, y compris en attaquant les Battle Fever.
  - Réalisateur : Koichi Takemoto (竹本 弘一)
  - Scénariste : Susumu Takaku (高久 進)
  - Date de la première diffusion : 9 juin 1979
20. Dangereuse Chasse aux fantômes (危険な幽霊狩り, Kiken na Yūrei Kari?)
  - Shirou décide d'aider des filles d'un dortoir envahi par un phénomène surnaturel lié à la mort d'une étudiante et un objet lui appartenant.
  - Réalisateur : Koichi Takemoto (竹本 弘一)
  - Scénariste : Hirohisa Soda (曽田博久)
  - Date de la première diffusion : 16 juin 1979
21. Attaque sur la péninsule des dinosaures !! (恐竜半島へ突撃‼, Kyōryū Hantō e Totsugeki?)
  - Une épée aux instructions mystérieuses mène les Battle Fever à la péninsule de Noto, où ils cherchent un trésor de pirate avant le duo d'espionnes de Egos.
  - Réalisateur : Minoru Yamada (山田實)
  - Scénariste : Shozo Uehara (上原 正三)
  - Date de la première diffusion : 23 juin 1979
22. Les espionnes contre-attaquent (女スパイ団の逆襲, Onna Supai Dan no Gyakushū?)
  - Les Battle Fever et Egos continuent de s'affronter pour le trésor de Noto, la clé se trouvant dans l'esprit de leur bienfaiteur.
  - Réalisateur : Minoru Yamada (山田實)
  - Scénariste : Shozo Uehara (上原 正三)
  - Date de la première diffusion : 30 juin 1979
23. Bataille décisive !! Tous les monstres sont présents !! (決戦‼怪人総登場, Kessen!! Kaijin Sō Tōjō?)
  - Après une défaite humiliante contre un monstre d'Egos, Tetsuzan rappelle aux Battle Fever leurs achèvements pour les motiver à nouveau.
  - Réalisateur : Koichi Takemoto (竹本 弘一)
  - Scénariste : Susumu Takaku (高久 進)
  - Date de la première diffusion : 7 juillet 1979
24. Tristesse ! Diane est vaincue (涙！ダイアン倒る, Namida! Daian Taoru?)
  - L'arrivée de la soeur de Diane d'Amérique pousse Miss America à une crise. Elle doit échanger les rôles avec une autre afin de sauver son équipe et sa famille.
  - Réalisateur : Koichi Takemoto (竹本 弘一)
  - Scénariste : Susumu Takaku (高久 進)
  - Date de la première diffusion : 14 juillet 1979
25. Le Studio de cinéma est un endroit étrange (撮影所は怪奇魔境, Satsueijo wa Kaiki Makyū?)
  - Quand des enfants disparaissent pendant une course de voitures dans un studio de cinéma, Kyousuke, Maria et Keiko partent à leur recherche alors qu'ils sont manipulés par les illusions d'un monstre d'Egos.
  - Réalisateur : Koichi Takemoto (竹本 弘一)
  - Scénariste : Shozo Uehara (上原 正三)
  - Date de la première diffusion : 21 juillet 1979
26. Le Rapport masqué de l'homme aux bandelettes (包帯男の仮面報告, Hōtai Otoko no Kamen Hōkoku?)
  - Un monstre d'Egos essaye de trouver la vraie identité des Battle Fever, tandis que Maria aide un garçon aveugle pour se racheter d'une erreur de son passé.
  - Réalisateur : Itaru Orita (折田 至)
  - Scénariste : Hirohisa Soda (曽田博久)
  - Date de la première diffusion : 28 juillet 1979
27. Prends garde au voleur de ton premier amour (初恋泥棒にご用心, Hatsukoi Dorobō ni Goyō Kokoro?)
  - Egos utilise les sentiments de la petite soeur de Tomoko pour trouver et détruire la base secrète des Battle Fever.
  - Réalisateur : Itaru Orita (折田 至)
  - Scénariste : Shozo Uehara (上原 正三)
  - Date de la première diffusion : 4 août 1979
28. Chassons le mystérieux bateau (謎のボートを追え, Nazo no Bōto wo Oe?)
  - En vacances à Kamakura, Shirou aide un garçon dont le père a été enlevé par Egos, afin de trouver la base sous-marine des Battle Fever.
  - Réalisateur : Koichi Takemoto (竹本 弘一)
  - Scénariste : Shozo Uehara (上原 正三)
  - Date de la première diffusion : 11 août 1979
29. L'avez-vous vue, la femme à la bouche entaillée ? (見たか⁉口裂け女, Mita ka!? Kuchisake-onna?)
  - Maria essaye de déchiffrer l'apparition d'un Kuchisake-Onna en ville, et la connexion avec une présentatrice de radio.
  - Réalisateur : Koichi Takemoto (竹本 弘一)
  - Scénariste : Takashi Ezure (江連卓)
  - Date de la première diffusion : 18 août 1979
30. Le villain chef omnivore !! (悪漢雑食の料理長, Akkan Zasshoku no Ryōrichō?)
  - Shirou essaye de convaincre Masaru de passer plus de temps dehors, pendant qu'une étoile de mer gastronome se prépare à manger Battle Kenya.
  - Réalisateur : Minoru Yamada (山田實)
  - Scénariste : Hirohisa Soda (曽田博久)
  - Date de la première diffusion : 25 août 1979
31. La fratrie de camionneurs violents !! (激走トラック兄妹, Gekisō Torakku Kyōdai?)
  - Un camionneur et sa petite soeur sont mis en danger quand Kensaku les emmène pour aider les Battle Fever dans une opération de transport de lingots d'or.
  - Réalisateur : Minoru Yamada (山田實)
  - Scénariste : Hirohisa Soda (曽田博久)
  - Date de la première diffusion : 1er septembre 1979
32. Meurtre au village natal !! (ふるさと殺人村, Furusato Satsujin Mura?)
  - Masao retourne chez lui pour un festival, quand il devient captif et est torturé par Egos pour effectuer leur travail.
  - Réalisateur : Koichi Takemoto (竹本 弘一)
  - Scénariste : Shozo Uehara (上原 正三)
  - Date de la première diffusion : 8 septembre 1979
33. Cossack meurt amoureux (コサック愛に死す, Kosakku Ai ni Shisu?)
  - La promesse faite à un scientifique de protéger sa fille, mène Kensaku à créer un lien aux conclusions tragiques.
  - Réalisateur : Koichi Takemoto (竹本 弘一)
  - Scénariste : Shozo Uehara (上原 正三)
  - Date de la première diffusion : 15 septembre 1979
34. Le sombre Shogun qui rit en enfer !! (地獄で笑う闇将軍, Jigoku de Warau Yami Shōgun?)
  - La place du nouveau membre Makoto devient douteuse quand il s'engage dans une vendetta personnelle contre un vieil ennemi.
  - Réalisateur : Itaru Orita (折田 至)
  - Scénariste : Shozo Uehara (上原 正三)
  - Date de la première diffusion : 22 septembre 1979
35. L'Émeute de la faim (腹ペコ大パニック, Harapeko Dai Panikku?)
  - Les Battle Fever font tout pour arrêter les plans d'Egos consistant à réduire la pêche de poissons afin de monopoliser les prix du marché.
  - Réalisateur : Itaru Orita (折田 至)
  - Scénariste : Shozo Uehara (上原 正三)
  - Date de la première diffusion : 29 septembre 1979
36. Le Mariage explosé (爆破された結婚式, Bakuhasareta Kekkonshiki?)
  - Maria est piégée par Salome qui a saboté le mariage de son cousin.
  - Réalisateur : Kimio Hirayama (平山公雄)
  - Scénariste : Shozo Uehara (上原 正三)
  - Date de la première diffusion : 6 octobre 1979
37. Épée Éclair contre Épée Moulin (電光剣対風車剣, Denkōken Tai Kazegurumaken?)
  - Lorsqu'une statue est volée par Egos, un garçon recrute Shirou pour la récupérer avant qu'elle ne soit détruite.
  - Réalisateur : Kimio Hirayama (平山公雄)
  - Scénariste : Hirohisa Soda (曽田博久)
  - Date de la première diffusion : 13 octobre 1979
38. Le Piège de l'étrange fête (怪奇パーティーの罠, Kaiki Pātī no Wana?)
  - À la poursuite d'un monstre d'Egos, les Battle Fever sont contraints de participer à une fête déguisée dans une forêt, la même que celle contenant le laboratoire d'Egos.
  - Réalisateur : Koichi Takemoto (竹本 弘一)
  - Scénariste : Shozo Uehara (上原 正三)
  - Date de la première diffusion : 20 octobre 1979
39. L'Ami devenu Démon (悪魔になった友, Akuma ni Natta Tomo?)
  - Un docteur malade, ami de Makoto, devient un monstre d'Egos dans l'espoir d'accéder à la vie éternelle, même si le prix est son humanité.
  - Réalisateur : Koichi Takemoto (竹本 弘一)
  - Scénariste : Shozo Uehara (上原 正三)
  - Date de la première diffusion : 27 octobre 1979
40. Moment critique pour la jolie institutrice (美人先生危機一髪, Bijin Sensei Kikiippatsu?)
  - Maria se déguise en institutrice afin de protéger le fils génie d'une puissante famille d'un monstre d'Egos qui kidnappe des enfants qui n'aiment pas étudier.
  - Réalisateur : Koichi Takemoto (竹本 弘一)
  - Scénariste : Takashi Ezure (江連卓)
  - Date de la première diffusion : 3 novembre 1979
41. Une grande contre-attaque prête à exploser !! (爆破寸前の大逆転, Bakuha Sunzen no Dai Gyakushū?)
  - Masaru se lie d'amitié avec une poupée mécanique, mais qui est un leurre d'Egos pour s'infiltrer dans la base sécrète des Battle Fever.
  - Réalisateur : Itaru Orita (折田 至)
  - Scénariste : Takashi Ezure (江連卓)
  - Date de la première diffusion : 10 novembre 1979
42. L'Étincelle d'amour des humains électriques (電気人間愛の火花, Denki Ningen-Ai no Hibana?)
  - Kyousuke est électrocuté par un monstre d'Egos pour l'aliéner, les problèmes s'intensifient quand lui-même électrocutes la petite soeur d'un de ses amis.
  - Réalisateur : Itaru Orita (折田 至)
  - Scénariste : Shozo Uehara (上原 正三)
  - Date de la première diffusion : 17 novembre 1979
43. Jackal l'assassin (暗殺者ジャッカル, Ansatsusha Jakkaru?)
  - Egos engage un assassin pour tuer les Battle Fever, inconscient du fait que c'est un ami de longue date de Shirou.
  - Réalisateur : Koichi Takemoto (竹本 弘一)
  - Scénariste : Susumu Takaku (高久 進)
  - Date de la première diffusion : 24 novembre 1979
44. Le clan du clair de lune de la vallée de l'enfer (地獄谷の月影一族, Jigoku Tani no Tsukikage Ichizoku?)
  - Après qu'un monstre d'Egos incrimine les Battle Fever pour le meurtre d'un ninja, ils sont attaqués par le clan du défunt.
  - Réalisateur : Koichi Takemoto (竹本 弘一)
  - Scénariste : Takashi Ezure (江連卓)
  - Date de la première diffusion : 1 décembre 1979
45. Cinq minutes avant l'arrêt cardiaque ! (心臓停止五分前！, Shinzō Teishi Gofun Mae?)
  - Shirou et Makoto protègent un chirurgien cardiaque qui tente de sauver la vie d'un enfant mais qui est manipulé par Egos.
  - Réalisateur : Koichi Takemoto (竹本 弘一)
  - Scénariste : Takashi Ezure (江連卓)
  - Date de la première diffusion : 8 décembre 1979
46. La poupée de paille maudite (呪いのワラ人形, Noroi no Wara Ningyō?)
  - Un garçon prend le contrôle d'une poupée maudite d'Egos, qui lui permet de punir ceux qu'il veut.
  - Réalisateur : Itaru Orita (折田 至)
  - Scénariste : Shozo Uehara (上原 正三)
  - Date de la première diffusion : 15 décembre 1979
47. Un mystère ! Baseball sur gazon stratégique (怪！謀略の草野球, Kai! Bōryaku no Kusayakyū?)
  - Maria enquête des joueurs gauchers devenus surhumains à cause des machinations d'Egos.
  - Réalisateur : Itaru Orita (折田 至)
  - Scénariste : Hirohisa Soda (曽田博久)
  - Date de la première diffusion : 22 décembre 1979
48. Le grand truand et le petit voleur (大盗賊と泥棒少年, Dai Tōzoku to Dorobō Shōnen?)
  - Kyousuke tente de sauver un garçon qui a été piégé à travailler comme un voleur pour un des monstres d'Egos à la tête d'une vague de cambriolages.
  - Réalisateur : Kimio Hirayama (平山公雄)
  - Scénariste : Susumu Takaku (高久 進)
  - Date de la première diffusion : 29 décembre 1979
49. L'Armée rebelle des cinq élèves de CE1 (2年5組の反乱軍, Ninen Gokumi no Hanrangun?)
  - Masaru et sa classe subissent un lavage de cerveau par un monstre d'Egos, et deviennent des rebelles téméraires qui font ce qui les enchante.
  - Réalisateur : Kimio Hirayama (平山公雄)
  - Scénariste : Shozo Uehara (上原 正三)
  - Date de la première diffusion : 5 janvier 1980
50. Le demon qui visait le masque du Shogun (将軍を狙う覆面鬼, Shōgun wo Nerau Fukumen Oni?)
  - Hedder se déchaine contre les alliés de Tetsuzan, afin de forcer le général des Battle Fever à une confrontation pour tenter de l'éliminer.
  - Réalisateur : Kimio Hirayama (平山公雄)
  - Scénariste : Shozo Uehara (上原 正三)
  - Date de la première diffusion : 12 janvier 1980
51. Le Rituel de résurrection d'Egos (エゴス復活の儀式, Egosu Fukkatsu no Kishiki?)
  - Satan Egos ramène Hedder à la vie en tant que monstre, dans un plan qui le permettrait d'enfin avoir accès à la base secrète des Battle Fever, pour un dernier affrontement avec Tetsuzan.
  - Réalisateur : Itaru Orita (折田 至)
  - Scénariste : Shozo Uehara (上原 正三)
  - Date de la première diffusion : 19 janvier 1980
52. La Symphonie des Héros (英雄たちの交響曲, Eiyū-tachi no Shinfonī?)
  - Une série d'événements bizarres conduit les Battle Fever à une investigation dans laquelle ils viendront nez-à-nez contre Satan Egos, les menant à un combat final entre les héros de ce monde et la société secrète.
  - Réalisateur : Itaru Orita (折田 至)
  - Scénariste : Shozo Uehara (上原 正三)
  - Date de la première diffusion : 26 janvier 1980

## Fiche technique

### Distribution
Les héros
- Masao Den / Battle Japan : Kōki Tanikota
- Kensaku Shiraishi / Battle Cossack I : Yukio Itō (1–33)
- Makoto Jin / Battle Cossack II : Daisuke Ban (33–52)
- Kyōsuke Shida / Battle France : Narimitsu Kurachi
- Shirō Akebono / Battle Kenya : Kenji Ōba
- Diane Martin / Miss America I : Diane Martin (1–24) ; voix par Lisa Komaki (1–14, 17–24) et Keiko Nanba (15–16)
- Maria Nagisa / Miss America II : Nahomi Hagi (24–52)

Soutien
- Général Tetsuzan Kurama : Chiyonosuke Asuma
- Keiko Nakamara : Noriko Hidaka
- Tomoko Ueno : Hiroko Kanno (19–52)
- Masaru Nakamara : Takumi Satō
- Midori Aoba : Yuri Tsukasa (1–15)
- Yuki Ueno : Michiyo Sata (27, 29, 46)

Société secrète Egos
- Voix de Satan Egos : Īzuka Shōzōe
- Commandant Hedder : Kenji Ushio / Masashi Ishibashi[3]
- Salomé : Maquis Ueda (19–52)

### Génériques
- Ouverture : Battle Fever J
  - Auteur : Keisuke Yamakawa
  - Compositeur : Michiaki Watanabe
  - Interprète : MoJo, Columbia Yurikago-Kai et Feeling Free

- Fin : Yuusha ga Yuku
  - Auteur : Saburo Yatsude
  - Compositeur : Michiaki Watanabe
  - Interprète : MoJo

## Autour de la série
- On associe souvent l'appellation de Super Sentai au fait que Battle Fever J est la première série à avoir un robot géant. C'est cependant une erreur : Super Sentai marque l'appartenance à la franchise Super Sentai Series. Goranger et JAKQ sont maintenant considérés comme des Super Sentai, bien qu'ils n'aient pas de robots géants.
- Les costumes des Battle Fever sont inspirés des super-héros de Marvel, ce qui rappelle la parenté de cette série avec Spider-Man. L'influence américaine se ressent aussi dans les musiques d'ambiance, proches de celles d'un western.
- C'est la première série à ne pas avoir d'équipier vert et ou un équipier noir est inclus dans le groupe. C'est à partir de là que les escadrons varient entre un équipier vert et un équipier noir.
- C'est la première série à inclure un équipier orange.
- C'est la première série à avoir son propre jeu vidéo.
- Le premier épisode de Battle Fever J marque aussi le redémarrage du sentai.